# Chlorosea margaretaria
Chlorosea margaretaria är en fjärilsart som beskrevs av Sperry 1944. Chlorosea margaretaria ingår i släktet Chlorosea och familjen mätare. Inga underarter finns listade i Catalogue of Life.